# Спасский район (Татарстан)
Спа́сский райо́н (тат. Спас районы) — административно-территориальная единица и муниципальное образование (муниципальный район) в составе Республики Татарстан Российской Федерации. Общая площадь 2028 км², расположен на юго-западе республики. Административный центр — город Болгар. На 2020 год численность населения района составляет 18 599 человек.
Спасский район имеет аграрное направление, в регионе развиты звероводство и зерновое хозяйство. Сельскохозяйственные угодья занимают 117,8 тысяч га, а пастбища — 16,3 тысяч га. Крупнейшими инвесторами в сельское хозяйство являются кормозаготовительная компания «Авангард», растениеводческая ВЗП «Булгар» и аграрное предприятие «Хузангаевское».
На территории района расположено Болгарское городище и Болгарский историко-архитектурный заповедник, который в 2014 году включили в список Всемирного культурного наследия ЮНЕСКО. В 2017 году райцентре открыли Болгарскую исламскую академию.

## География
На востоке Спасский район граничит с Алькеевским и Алексеевским районами Татарстана, на юге — с Ульяновской областью (Старомайнский и Мелекесский районы). По акватории Волги (Куйбышевское водохранилище) граничит с Тетюшским, Камско-Устьинским районами, по акватории Камы — с Лаишевским районом. Помимо Волги и Камы, крупнейшие реки, проходящие по территории района — Бездна и Актай. Также в Спасском районе есть озёра: Абкаларкуль, Озынкуль, Мочилище, Щучье, Арттагыкуль.
Район расположен в лесостепной полосе, его зелёная зона (лесистости) занимает около 9 %. Большая часть Спасского района находится на низменной равнине, средняя высота которой не превышает 60-70 метров, с незначительным уклоном в северо-западном направлении. Наивысшая точка рельефа расположена в юго-восточной части района и составляет 153 метра. В регионе можно встретить пермские плиоценовые и четвертичные виды геологических отложений. Среди полезных ископаемых встречаются пески и глины, которые часто используют в строительстве.

## Герб и флаг
Современный герб района основан на утверждённом в 1781 году историческом гербе города Спасска Казанской губернии, флаг повторяет цвета и изображение герба: древняя башня, стоящая в золотом поле — символ надёжности и крепости духа. Серебряный цвет является символом чистоты, совершенства, непорочности, взаимопонимания. Чёрный символизирует вечность, мудрость, скромность.

## История

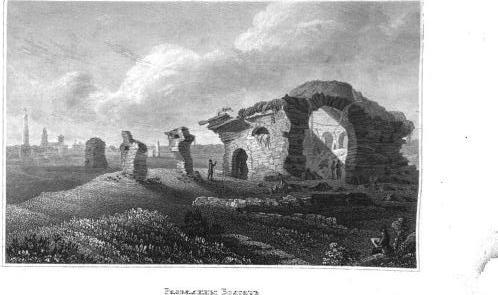
Литография развалин Булгар из книги «Картины России и быть разноплеменных ея народов: из путешествий П. П. Свиньина»

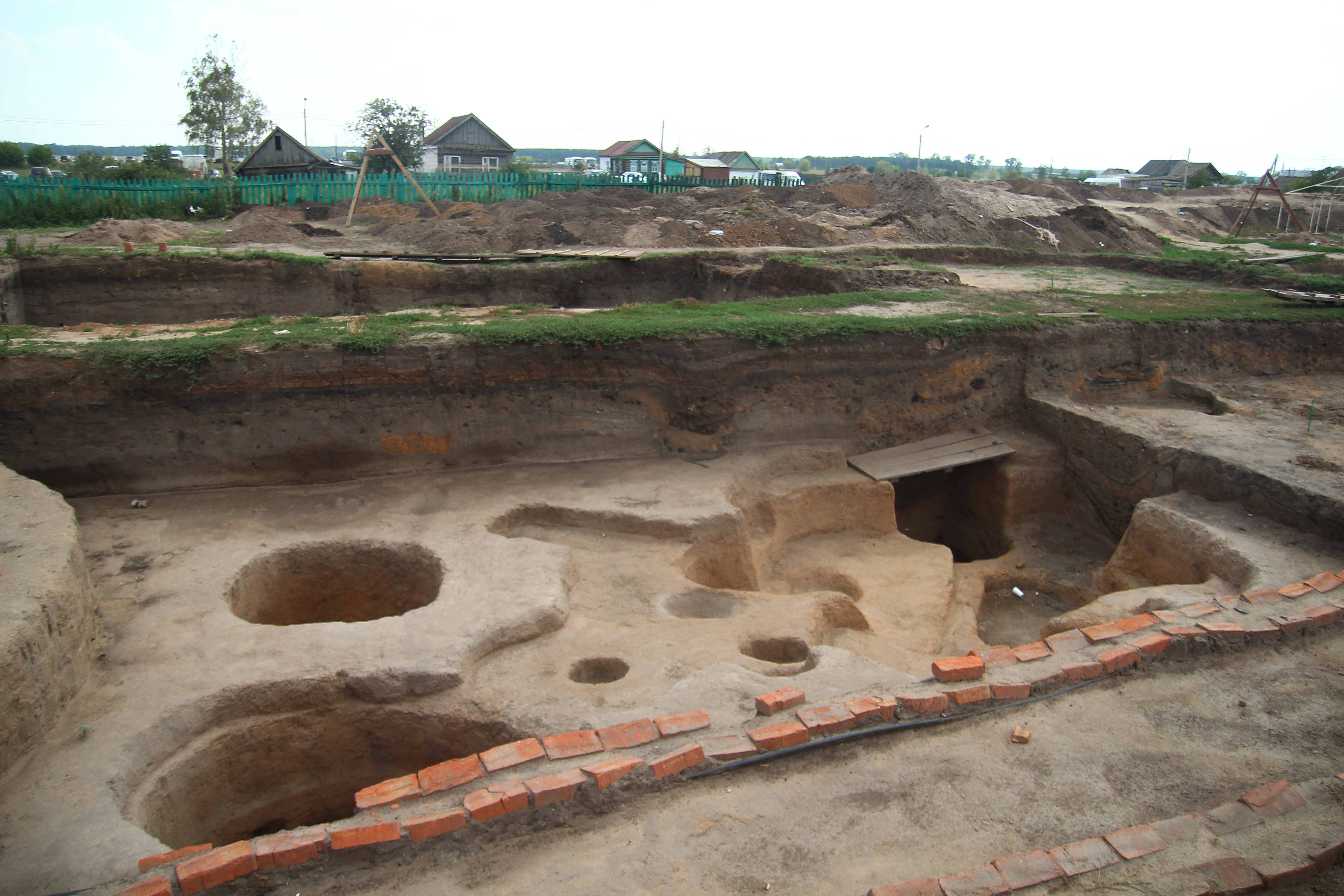
Современное состояние памятника истории Булгарского городища

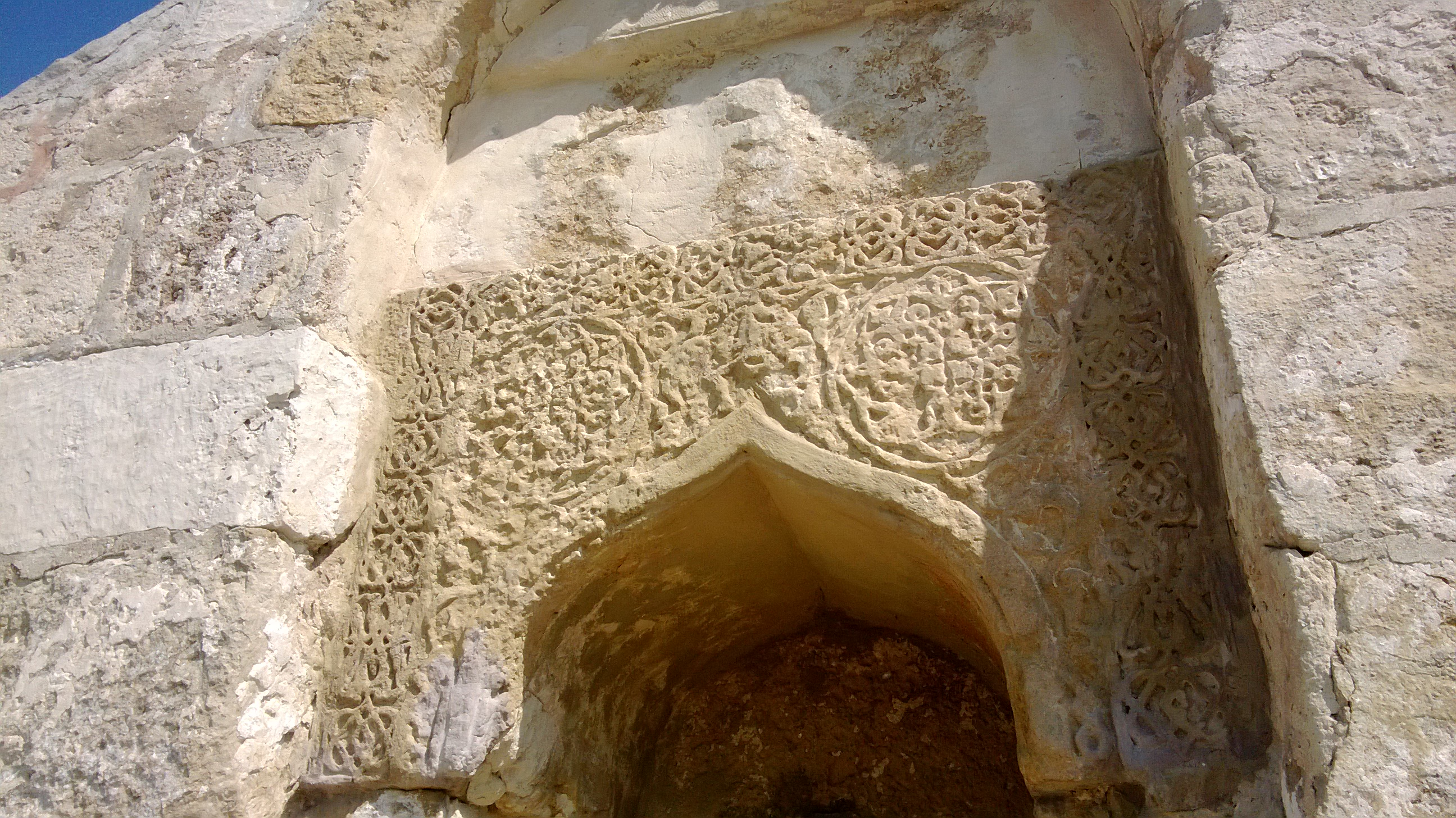
Один из орнаментов на месте городища

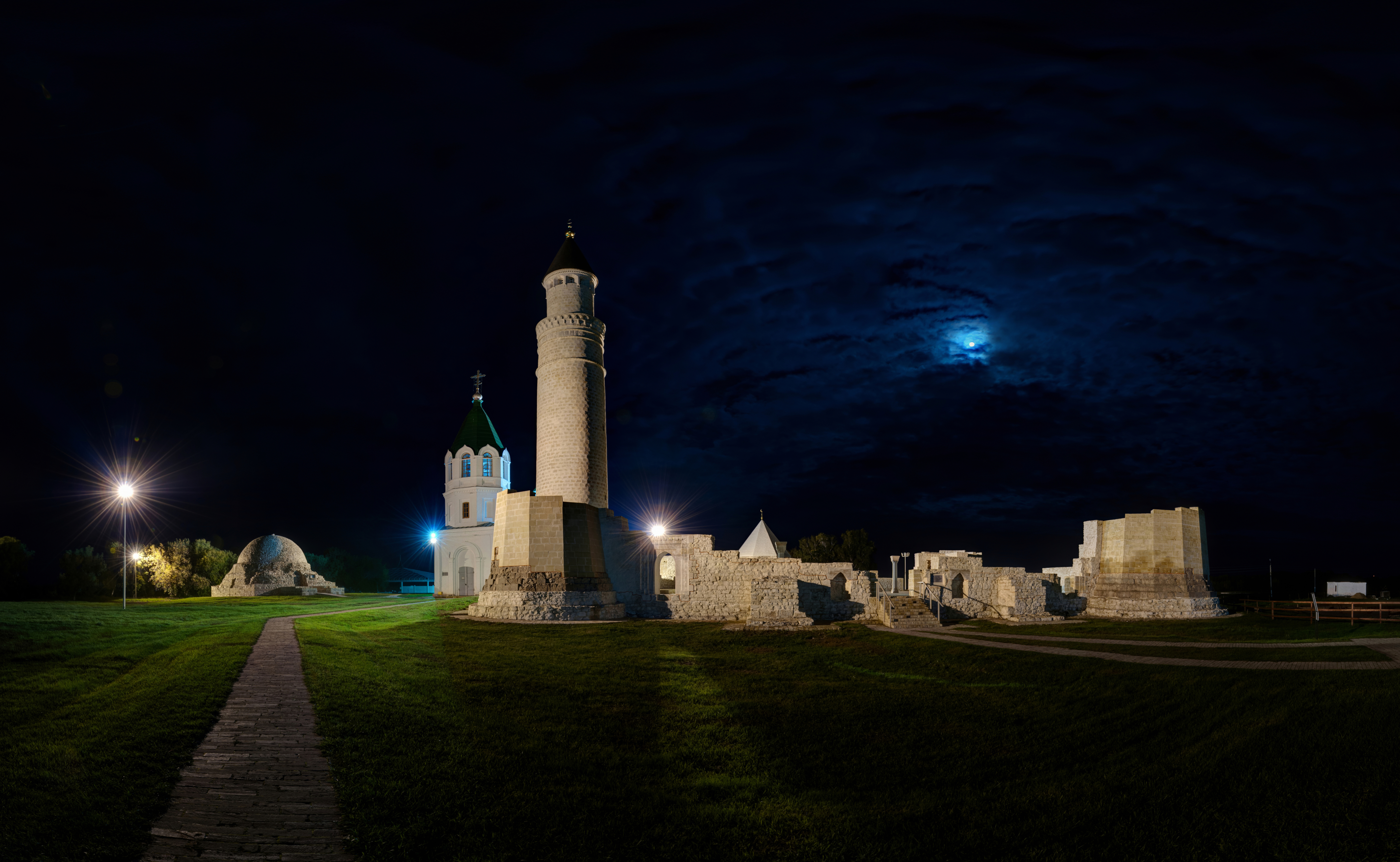
Соборная мечеть на месте городища

### Предыстория
Первые люди начали заселять современные земли Спасского района около 60 тыс. лет назад.
В VIII—III веках до н. э. (железный век) здесь селились представители ананьинской культуры, в это же время начали формироваться первые городища.
В VI—VII веках булгарские племена в поисках новых земель начали активно заселять Среднее Поволжье. Уже к X веку было сформировано феодальное государство Волжская Булгария, население которого занималось земледелием, посевами пшеницы, ржи, ячменя, проса, гороха, овса, ржи. В Волжской Булгарии было развито подсобное скотоводство, строительное дело и ремёсла — металлообработка, гончарное производство, костяной промысел. В 922 году на территории Волжской Булгарии предки современных казанских татар официально приняли ислам.
В первой половине XIII века территория Волжской Булгарии была захвачена монголами. За полтора века основное население покинуло Закамье и переселилось в Предкамье. Таким образом, в период Казанского ханства и первого столетия после взятия Казани (в 1552 году), территория ниже Камского устья оставалась незаселённой. Быстрое заселение западного Закамья началось только во второй половине XVII века, после сооружения Закамской засечной черты — системы оборонительных сооружений, строившихся в период с XVI по XVII века на южных рубежах России для защиты от кочевников. Во второй половине XVII века в район начали переселять служилых людей, стрельцов, пленных поляков, чувашей, мордву.
В 1781 году был образован Спасский уезд с центром в небольшом одноимённом городе, расположенном при впадении Бездны в Волгу. В этом же году было учреждено Казанское наместничество, в состав которого вошли 13 уездов, включая Спасский. Начиная с XVIII века земли района передавали именитым дворянским родам, таким как Молоствовы, Лихачёвы, Толстые, Сазоновы, Бутлеровы, Арбузовы, Мусины-Пушкины, Блудовы, Трубниковы, они в свою очередь возводили усадьбы. В это же время были образованы большинство сёл Спасского уезда, в том числе Никольское, Красная Слобода, Кузнечиха, Бездна. Одновременно с этим стали возникать и татарские поселения — Ямбухтино, Чечекле, Измери, Иске Рязап. На средства местных помещиков строили православные храмы, часто — по проектам петербургских архитекторов.
Спасский район был образован 10 августа 1930 года. До 1920-го территория района относилась к Спасскому уезду Казанской губернии, а в период между 1920-м и 1930-м — к Спасскому кантону ТАССР. На момент образования в составе района числились 1 городской и 41 сельский совет, 95 населённых пунктов, в которых проживало 52 504 человек (46 231 русских, 4641 татар, 1632 представителя других национальностей). В 1935 году часть земель вошла в состав Кузнечихинского района. В 1935-м город Спасск был переименован в город Куйбышев в честь революционера и партийного деятеля Валериана Куйбышева. Спасский район также получил название Куйбышевский. В 1940 году площадь района составляла 1762 км², а численность населения — 49,4 тысяч человек.
В 1950-е годы строилось Куйбышевское водохранилище, и город оказался в затопляемой зоне, поэтому с 1953 по 1957-й год длилось его переселение. Новый Куйбышев разместили рядом с селом Болгары, в 120 километрах от Казани и в 100 километрах от Ульяновска. Спасский район больше всех пострадал от затопления, связанного со строительством водохранилища. Под водой оказалось больше сотни деревень и сам город Спасск, водой были уничтожены больше половины археологических памятников, относящихся к периоду Волжской Булгарии и Казанского ханства.
В 1960-е годы история района характеризовалась активным строительством: были возведены мясокомбинат, хлебозавод, пивзавод, хлебоприёмное предприятие, нефтебаза, жилые застройки, административные здания. В 1960 году площадь района была 1700,6 км². Благодаря реформе административно-территориального деления ТАССР 1965 года, территория района увеличилась до 2026 км², а численность населения составила 38,7 тысяч человек.
В 1991 году Куйбышевскому району вернули наименование Спасский, а город Куйбышев получил имя Болгар — в честь исторического государства.
С 1995 по 2019 год район возглавлял Камиль Нугаев. После него должность главы района занял бывший директор Болгарского государственного историко-архитектурного музея-заповедника Фаргат Мухаметов.

## Население

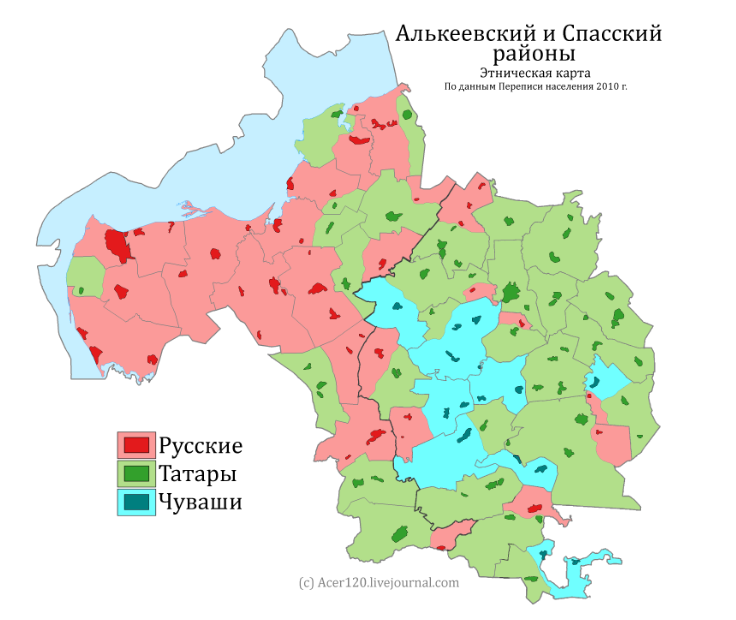
Этническая карта Алькеевского и Спасского районов

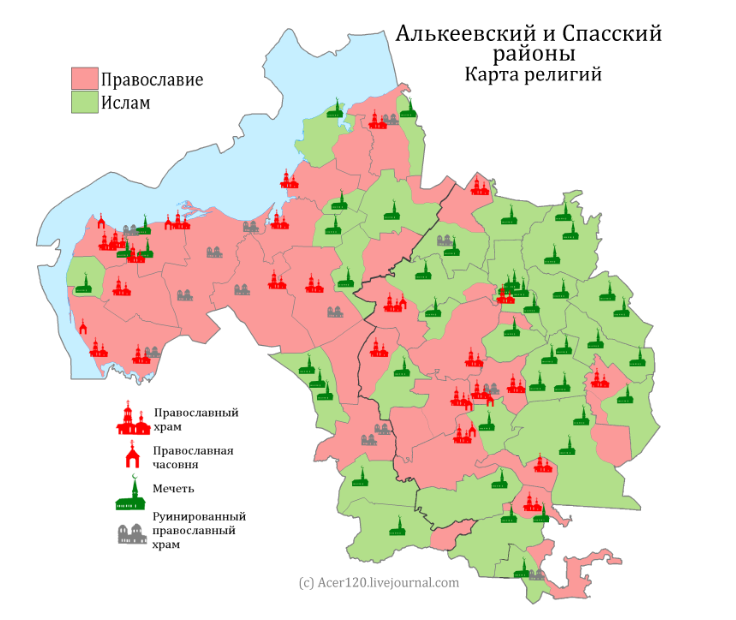
Религиозная карта Алькеевского и Спасского районов

Согласно итогам Всероссийской переписи населения 2020 года (из числа указавших национальность), в районе наблюдается самая высокая в республике доля русского населения — 70,7 %, татары — 26,4%, также представлены чуваши  — 1,2 %. Спасский район один из 10 районов республики, где русские составляют большинство.
В городских условиях (город Болгар) проживают 45,01% населения района.
| 2002    | 2003    | 2004    | 2005    | 2006    | 2007    | 2008    |
| ------- | ------- | ------- | ------- | ------- | ------- | ------- |
| 21 779  | ↘21 700 | ↘21 500 | ↘20 968 | ↘20 768 | ↘20 582 | ↘20 347 |
| 2009    | 2010    | 2011    | 2012    | 2013    | 2014    | 2015    |
| →20 347 | ↗20 554 | ↘20 502 | ↘20 289 | ↘20 077 | ↘19 855 | ↘19 668 |
| 2016    | 2017    | 2018    | 2019    | 2021    |         |         |
| ↘19 563 | ↗19 566 | ↘19 283 | ↘19 001 | ↘18 405 |         |         |

## Муниципально-территориальное устройство
В Спасском муниципальном районе 1 городское и 16 сельских поселений и 46 населённых пунктов в их составе.
| №        | Муниципальное образование            | Административный центр | Количество населённых пунктов | Население | Площадь, км² |
| -------- | ------------------------------------ | ---------------------- | ----------------------------- | --------- | ------------ |
| 1e-06    | Городское поселение                  |                        |                               |           |              |
| 1        | город Болгар                         | город Болгар           | 2                             | ↘8311     |              |
| 1.000002 | Сельские поселения                   |                        |                               |           |              |
| 2        | Аграмаковское сельское поселение     | село Аграмаковка       | 2                             | ↘565      |              |
| 3        | Антоновское сельское поселение       | село Антоновка         | 3                             | ↘829      |              |
| 4        | Бураковское сельское поселение       | село Бураково          | 4                             | ↘525      |              |
| 5        | Измерское сельское поселение         | село Измери            | 2                             | ↘697      |              |
| 6        | Иске-Рязапское сельское поселение    | село Иске-Рязап        | 2                             | ↘687      |              |
| 7        | Кимовское сельское поселение         | посёлок Совхоз «КИМ»   | 3                             | ↘886      |              |
| 8        | Краснослободское сельское поселение  | село Красная Слобода   | 3                             | ↘566      |              |
| 9        | Кузнечихинское сельское поселение    | село Кузнечиха         | 2                             | ↘486      |              |
| 10       | Кураловское сельское поселение       | село Куралово          | 3                             | ↘560      |              |
| 11       | Никольское сельское поселение        | село Никольское        | 4                             | ↘984      |              |
| 12       | Полянское сельское поселение         | село Полянки           | 3                             | ↗999      |              |
| 13       | Приволжское сельское поселение       | посёлок Приволжский    | 2                             | ↗559      |              |
| 14       | Среднеюрткульское сельское поселение | село Средний Юрткуль   | 5                             | ↘640      |              |
| 15       | Трёхозерское сельское поселение      | село Три Озера         | 2                             | ↘738      |              |
| 16       | Чэчэклинское сельское поселение      | село Чэчэкле           | 2                             | ↘471      |              |
| 17       | Ямбухтинское сельское поселение      | село Ямбухтино         | 2                             | ↘436      |              |

| №  | Населённый пункт        | Тип     | Население | Муниципальное образование            |
| -- | ----------------------- | ------- | --------- | ------------------------------------ |
| 1  | Аграмаковка             | село    |           | Аграмаковское сельское поселение     |
| 2  | Антоновка               | село    |           | Антоновское сельское поселение       |
| 3  | Балымеры                | село    |           | Полянское сельское поселение         |
| 4  | Болгар                  | город   | ↗8285     | город Болгар                         |
| 5  | Болгары                 | село    | ↘26       | город Болгар                         |
| 6  | Бугровка                | село    |           | Никольское сельское поселение        |
| 7  | Бураково                | село    |           | Бураковское сельское поселение       |
| 8  | Вожи                    | село    |           | Измерское сельское поселение         |
| 9  | Гулюши                  | деревня |           | Никольское сельское поселение        |
| 10 | Гусиха                  | село    |           | Антоновское сельское поселение       |
| 11 | Екатериновка            | село    |           | Кураловское сельское поселение       |
| 12 | Иж-Борискино            | село    |           | Среднеюрткульское сельское поселение |
| 13 | Измери                  | село    |           | Измерское сельское поселение         |
| 14 | Иске-Рязап              | село    |           | Иске-Рязапское сельское поселение    |
| 15 | Йолдыз                  | деревня |           | Чэчэклинское сельское поселение      |
| 16 | Каюки                   | село    |           | Бураковское сельское поселение       |
| 17 | Кожаевка                | деревня |           | Бураковское сельское поселение       |
| 18 | Коминтерн               | посёлок |           | Бураковское сельское поселение       |
| 19 | Красная Слобода         | село    |           | Краснослободское сельское поселение  |
| 20 | Красный Вал             | деревня |           | Краснослободское сельское поселение  |
| 21 | Кузнечиха               | село    |           | Кузнечихинское сельское поселение    |
| 22 | Куралово                | село    |           | Кураловское сельское поселение       |
| 23 | Мартышачий              | посёлок |           | Антоновское сельское поселение       |
| 24 | Налеткино               | село    |           | Иске-Рязапское сельское поселение    |
| 25 | Никольское              | село    |           | Никольское сельское поселение        |
| 26 | Отрада                  | деревня |           | Никольское сельское поселение        |
| 27 | Подлесный Юрткуль       | деревня |           | Среднеюрткульское сельское поселение |
| 28 | Покровка                | село    |           | Кузнечихинское сельское поселение    |
| 29 | Полянки                 | село    |           | Полянское сельское поселение         |
| 30 | Приволжский             | посёлок |           | Приволжское сельское поселение       |
| 31 | Ржавец                  | деревня |           | Приволжское сельское поселение       |
| 32 | Совхоз «КИМ»            | посёлок |           | Кимовское сельское поселение         |
| 33 | Средний Юрткуль         | село    |           | Среднеюрткульское сельское поселение |
| 34 | Степной Юрткуль         | деревня |           | Среднеюрткульское сельское поселение |
| 35 | Танино                  | деревня |           | Ямбухтинское сельское поселение      |
| 36 | Танкеевка               | село    |           | Полянское сельское поселение         |
| 37 | Татарская Тахтала       | село    |           | Аграмаковское сельское поселение     |
| 38 | Три Озера               | село    |           | Трёхозерское сельское поселение      |
| 39 | Тукай                   | деревня |           | Кимовское сельское поселение         |
| 40 | Урняк                   | деревня |           | Трёхозерское сельское поселение      |
| 41 | Фадеевка                | деревня |           | Среднеюрткульское сельское поселение |
| 42 | Фермы № 2 совхоза «КИМ» | посёлок |           | Кимовское сельское поселение         |
| 43 | Чэчэкле                 | село    |           | Чэчэклинское сельское поселение      |
| 44 | Щербеть                 | село    |           | Краснослободское сельское поселение  |
| 45 | Ямбухтино               | село    |           | Ямбухтинское сельское поселение      |
| 46 | Ярдам                   | посёлок |           | Кураловское сельское поселение       |

## Экономика

### Современное состояние
Начиная с 2000-х Спасский район традиционно занимал одни из последних строчек в рейтингах, оценивающих социально-экономическое развитие муниципальных районов. Так, в 2015 и 2016 годах отмечались высокая безработица, низкий уровень средней заработной платы и падение численности населения — с 2003 года число жителей сократилось более чем на 2000 человек. Однако, уже к 2019 году район поднялся на 16 строчек вверх и занял 29-е место в рейтинге развития районов Татарстана. Показатели улучшились благодаря сокращению уровня безработицы с 0,76 % до 0,39 %, возросшей заработной плате (до 2,15 % к минимальному потребительскому бюджету), повышению количества отгрузки товаров собственного производства (3 млрд по сравнению с 2,6 млрд в 2018 году), а также росту авторитета района благодаря открытию Болгарской исламской академии и комплекса «Кул Гали».
По состоянию на 2016 год, в районе было зарегистрировано около 500 предпринимателей. К крупным бюджетообразующим компаниям относят мясокомбинат и хлебоприёмный пункт. Мясокомбинат (современное название — «Спасский мясокомбинат») был запущен в 1966 году как предприятие с полным циклом производства, начиная от пункта приёма скота и заканчивая выпуском готовой продукции.
Хлебная инфраструктура представлена «Спасским хлебоприёмным предприятием», преемником предприятия, основанного в 1918 году на базе купеческих складов. Современная компания представляет собой многопрофильное хозяйство, куда поступает убранный с полей хлеб со всей республики, зерно отгружают водным транспортом. Также на предприятии производят макаронные и крупяные изделия.
Другие крупные районные компании — «Сувар Б» (следит за эксплуатацией автомобильных дорог и автомагистралей), «Болгарнефтепродукт» (филиал «Татнефтепродукта»), «Спасские районные электрические сети», «Болгарлес», строительная компания «Спасагрострой».
Районные сельскохозяйственные угодья занимают 117,8 тысяч га, из них пастбища — 16,3 тысяч га. В районе возделывают пшеницу, озимую рожь, ячмень, овёс, просо, горох. Основными инвесторами в развитие сельского хозяйства региона являются кормозаготовительная компания «Авангард», растениеводческая ВЗП «Булгар», аграрная «Хузангаевское». По состоянию на 2020-й год, количество крупного рогатого скота в Спасском районе составляет 6189 голов, при общей численности в 709 179 по республике.

### Инвестиционный потенциал

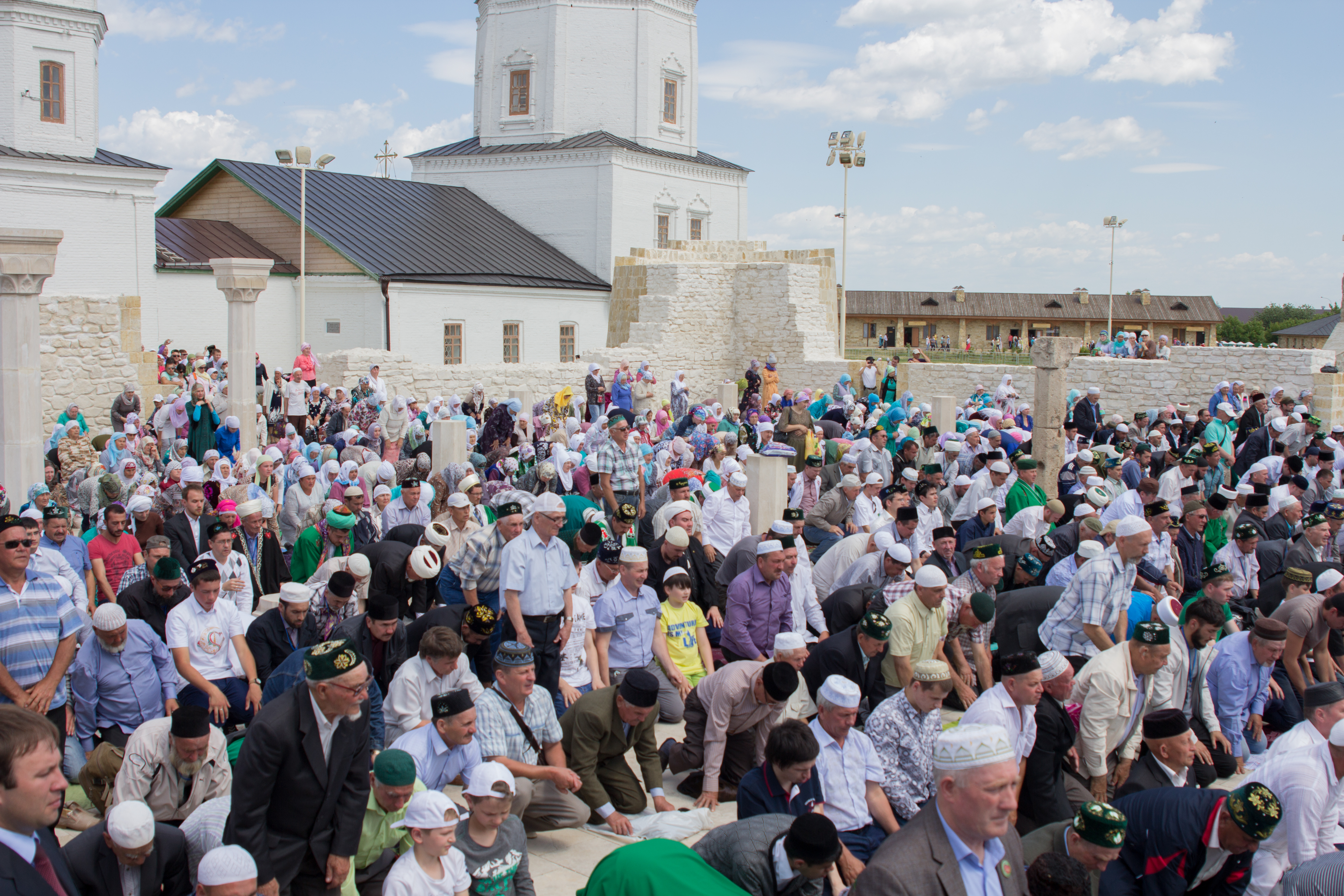
Молитва у Соборной мечети в музее-городище

В 2020 году объём инвестиций в основной капитал на душу населения составил 56 175 тысяч рублей — один из самых низких показателей среди муниципалитетов Татарстана. Однако, основные инвестиции поступают в регион на развитие туристического кластера. В районе располагается один из главных памятников культурно-исторического наследия республики — Болгарское городище. Так, за годы реализации проекта «Культурное наследие — остров-град Свияжск и древний Болгар», который запустил Республиканский фонд возрождения памятников истории и культуры Татарстана, объём инвестиций в район составил более 15,4 млрд рублей, а поток туристов увеличился в 18 раз и дошёл до 540 тысяч человек в 2017 году.
В 2018-м в Болгаре открыли крупный туристический центр «Кул Гари» площадью 25 га. Номера отеля выстроили по мотивам исторической Белой палаты XIV века. Курировали этот проект фонд «Возрождение» лично Минтимер Шаймиев, а основными инвесторами стали «Татнефть» и ТАИФ. Общая стоимость проекта неизвестна, но предполагается, что речь может идти о нескольких миллиардах.
В 2020 году возле села Измери Спасского района стартовало строительство мощного ветропарка. В рамках единого проекта подобные площадки планируется создать в Рыбно-Слободском и Камско-Устьинском районах. Годом ранее вокруг водохранилища провели ветромониторинг и потенциальную «зелёную» энергию оценили в 600 мВт. Общий размер инвестиций, в том числе от турецких компаний, составил около $200 млн, окончить работы планирует к 2024 году.

### Транспорт

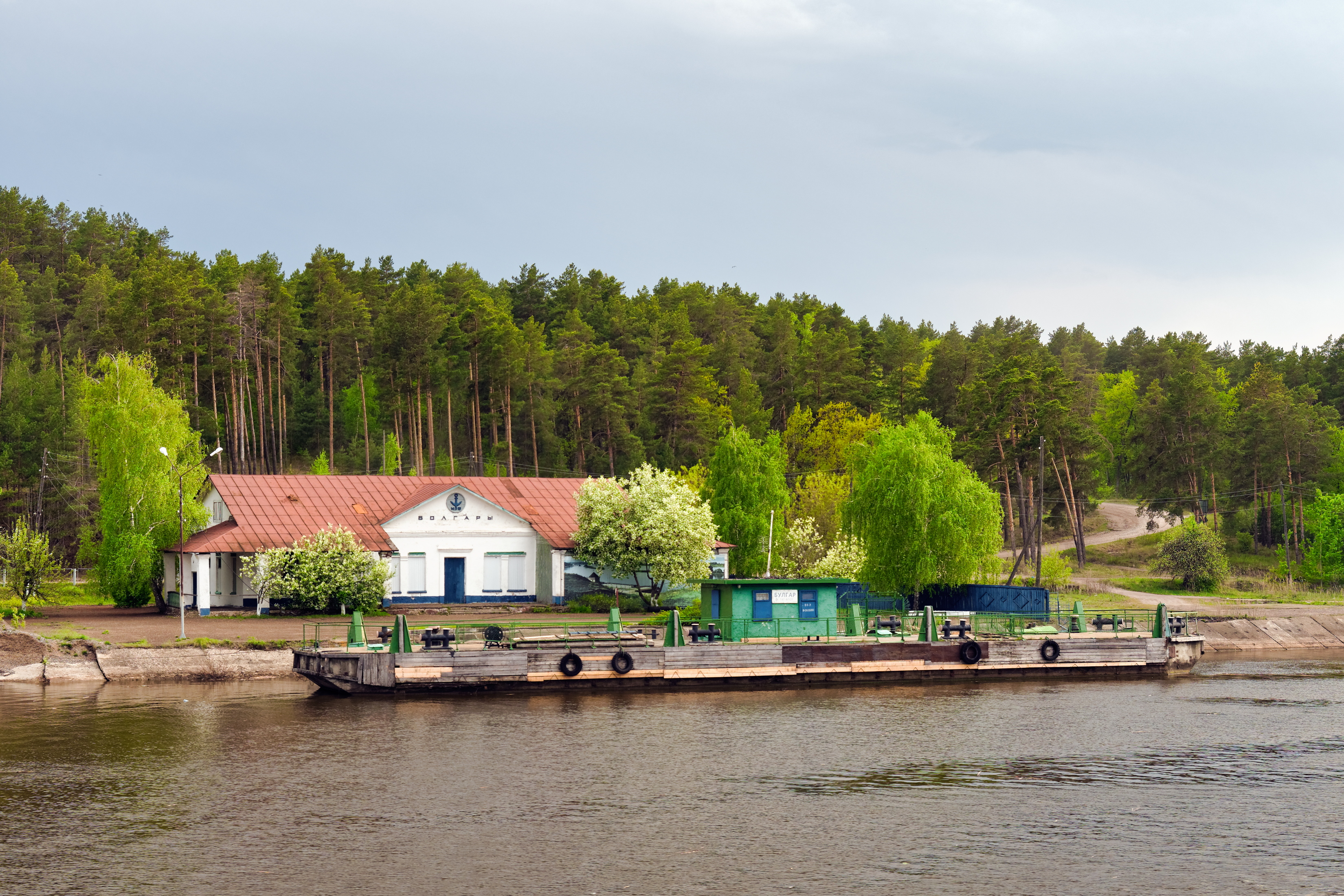
Пристань на реке Волге

Основные автодороги в районе: Болгар — Базарные Матаки и примыкающая к ней Тукай — Левашёво (к Р239), Болгар — Старая Майна, Ким — Кузнечиха — Лесная Хмелёвка.
На территории района действует судоходство по Куйбышевскому водохранилищу, есть речной вокзал, действуют пристани Болгар-город и Болгар-музей.

## Экология

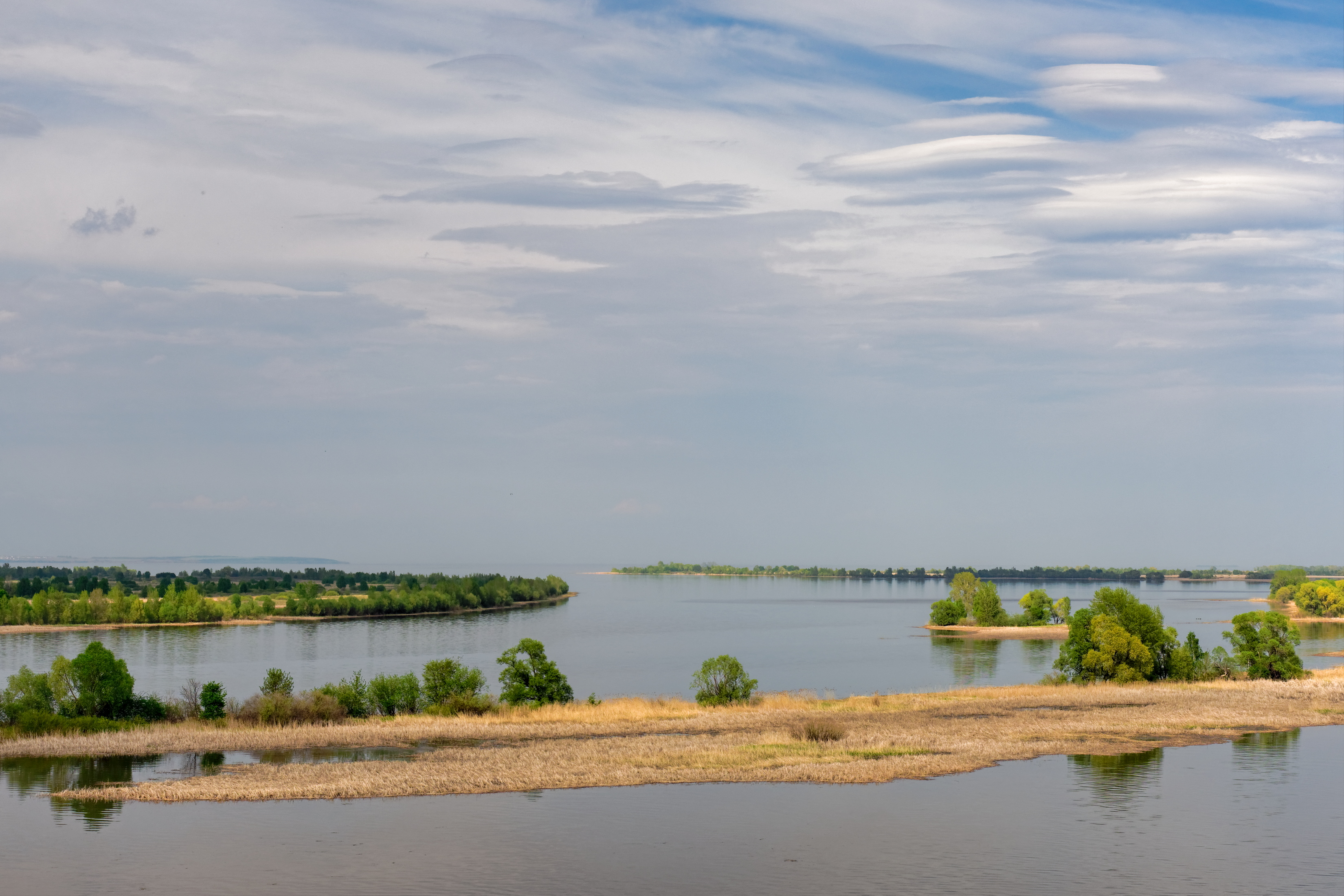
Вид на Волгу со стороны Болгара

Флора района представлена 448 видами сосудистых растений. Из фауны отмечено 7 видов амфибий, 5 видов рептилий, 114 гнездящихся видов птиц, 39 видов млекопитающих. К редким и исчезающим видам на территории района относят ирис сибирский, авран лекарственный, солнечник русский, дремлик широколистный, лилия опушенная, кувшинку чистобелу, сальвинию плавающую. В районе водится ломкая веретеница и степная гадюка, встречаются 21 вид птиц, занесённых в Красные книги Татарстана и России.
На левом побережье Куйбышевского водохранилища расположен Государственный природный заказник комплексного профиля «Спасский», который включает в себя систему из 64 островов и обширные мелководья водохранилища. Общая территория заказника — 17 979 га. Также к районным памятникам природы относятся озёра Атаманское, Безымянное и Чистое, находящиеся в селе Три Озера, и озеро Щучье.

## Социальная сфера

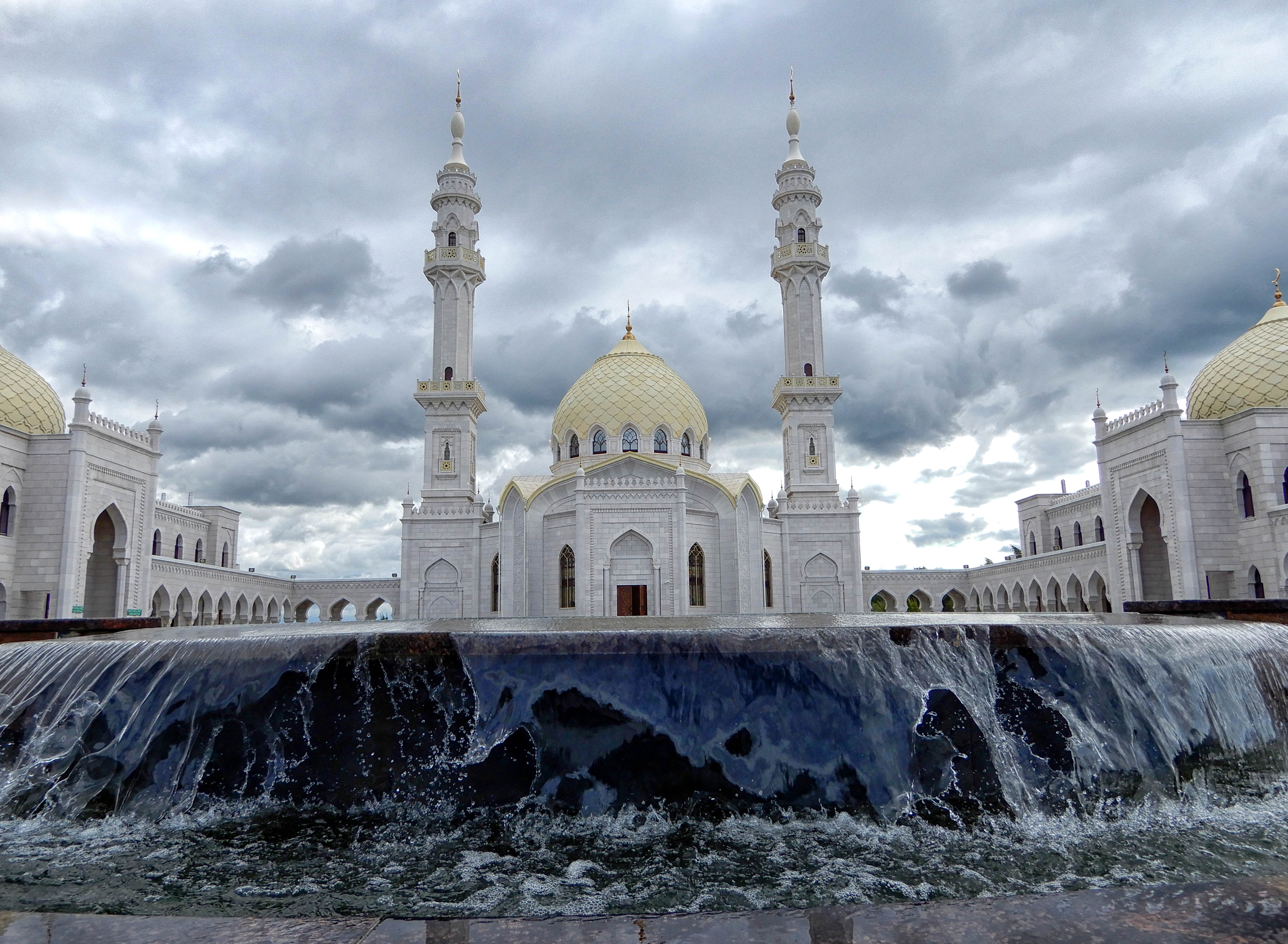
Белая мечеть

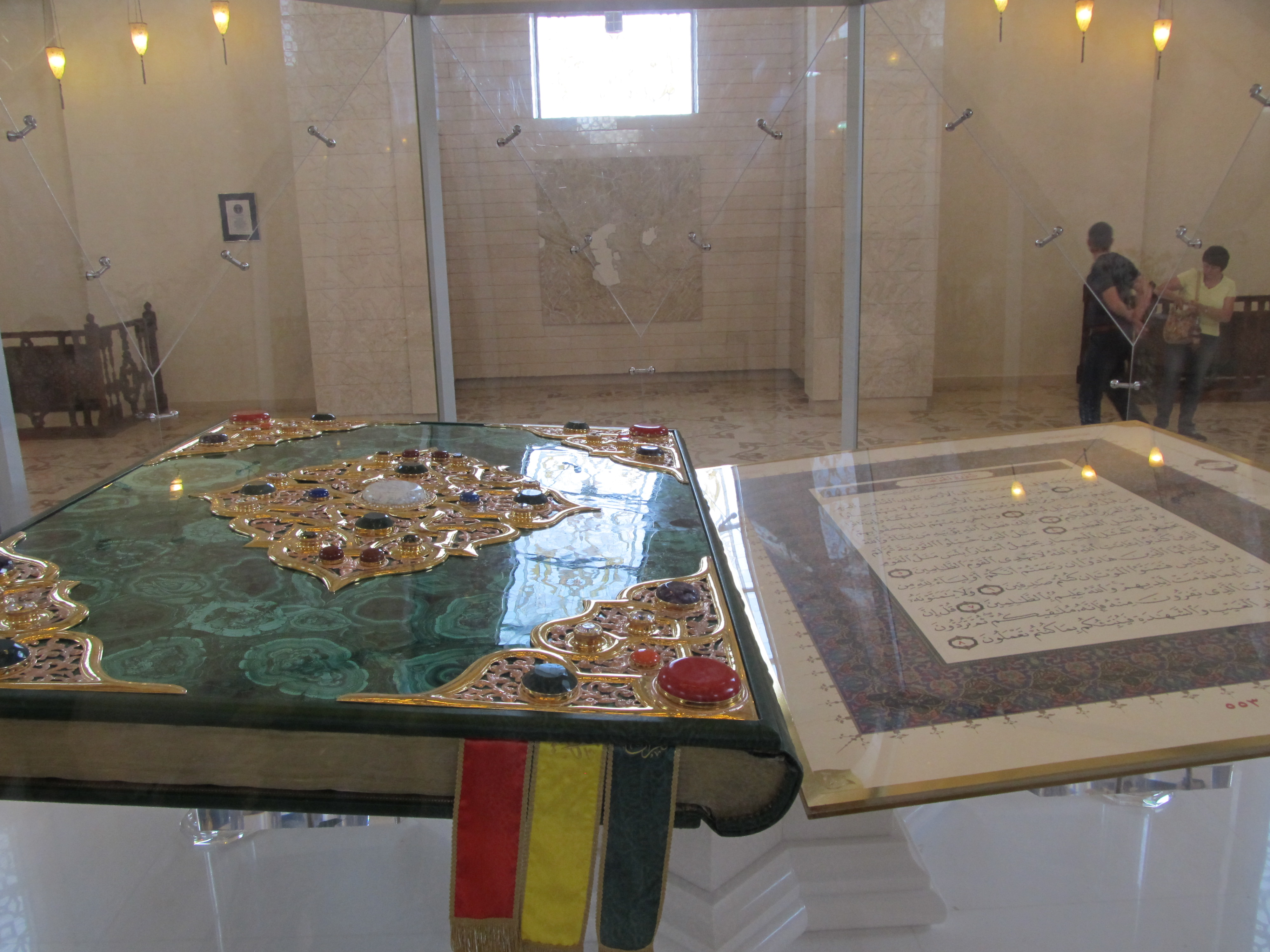
Самый большой в мире печатный Коран

Туристическая программа «Возрождение Булгарии» была начата ещё в 2010-м по инициативе бывшего президента республики Минтимера Шаймиева. С того момента в районе построили Белую Мечеть, заказали самый большой в мире печатный Коран, обложка которого украшена изумрудами, открыли Музей хлеба и памятник на могиле сахаба. В 2014 году Болгарский историко-архитектурный заповедник на месте Болгарского городища был включён в список Всемирного культурного наследия ЮНЕСКО.
На строительство и развитие Болгарской исламской академии из федерального и бюджета местных властей было выделено 1,2 млрд рублей, этот проект запустили в 2014-м для привлечения мусульманского духовенства в Болгар. Одним из спонсоров строительства академии выступил предприниматель Алишер Усманов, по разным данным, его пожертвования составили от 250 до 500 млн рублей. Открытие академии состоялось в сентябре 2017 года, а через два года недалеко от неё начали строительство детского мусульманского лагеря для школьников со всей России.
Всего в районе числится 37 учреждений культурно-досугового типа. На 2016-й было зарегистрировано 35 общеобразовательных учреждений, из которых 8 — школы с обучением на татарском языке. Издаётся районная газета «Новая жизнь» («Яңа тормыш») на русском и татарском.
В 2019 году Болгар стал победителем Всероссийского конкурса лучших проектов создания комфортной городской среды в подгруппе «Малые города». На полученный грант город реконструировал городские площади: поменяли твёрдое покрытие, оформили газоны, облагородили тропинки, установили дополнительное освещение.

## Археология
На площади Старо-Куйбышевского комплекса за 150 лет было найдено 8 кладов, что само по себе необычно для относительно небольшого булгарского поселения, на территории которого или поблизости от него они были обнаружены. Из них самым известным является клад, обнаруженный 5 мая 1869 года крестьянином села Косяково Спасского уезда Кузьмой Трофимовым, который распахивал землю землевладельца Симакова близ Спасска. А. П. Смирнов, проанализировав орнаментику перстня с черневым рисунком, датировал его, как и весь клад, концом XI — началом XII века и отметил, что многие вещи из него, например перстни, выполнены по русским образцам. Укрепления городища были возведены на культурном слое предшествующего неукреплённого селища в XII веке. Не позднее последней четверти XII века часть насыпи вала была перекрыта культурным слоем. Функционирование большей части поселений прекратилось во второй четверти XIII века, но часть поселений функционировала во второй половине XIII — XIV веке.
На Измерском селище найдено великоморавское украшение — гомбик.
На биритуальном могильнике Коминтерн II у посёлка Коминтерн погребения-кремации (трупосожжения) славян именьковской культуры расположены чересполосно с гото-аланскими ингумациями (трупоположениями) турбаслинской культуры.
В 1981—1982 годах Е. П. Казаков открыл интенсивно разрушающуюся Измерскую палеолитическую стоянку, в 1995 году — древнеугорский Измерский могильник XII века. В 2007 году вдоль левого берега Куйбышевского водохранилища к востоку от устья реки Актай несколько восточнее Измерской I палеолитической стоянки М. Ш. Галимовой и М. В. Сивицким было открыто палеолитическое местонахождение, которое получило название «стоянка Базяковский Взвоз». В 2013 и 2018 годах на стоянках Беганчик и Коминтерн, расположенных на противоположных берегах реки Актай, были собраны коллекции кремнëвых артефактов усть-камской культуры и остатков ископаемой четвертичной фауны. На стоянке Беганчик в первичном залегании (in situ) нашли кости ископаемой лошади. В 2017/2018 годах в стратиграфическом разрезе останца террасы Беганчик исследователями была зафиксирована находка остатков кострища с фрагментом бивня мамонта и кремнёвым отщепом, располагавшегося в верхней части комплекса погребённых почв. Для этой погребëнной почвы была получена калиброванная радиоуглеродная дата — около 47 тыс. лет назад.
В Спасском районе расположены археологические памятники разных эпох: «Танкеевский могильник» волжско-камских булгар, древних венгром и представителяей иных финно-угорских и тюркских племён (IX—X века), «Городище Сувар» (X—XIV), культурно-природный ландшафт «Армянская колония» (XIII—XIV), «Греческая палата» (XIV), «Урочище Ага-Базар» (неолит, XIV—XV век), Болгарское городище (IV/VII века—вторая половина XIII/начало XIV века).